# Alicia Moreau de Justo
Alicia Moreau de Justo (Londres, 11 de octubre de 1885-Buenos Aires, 12 de mayo de 1986) fue una médica y política argentina, figura destacada del feminismo y del socialismo.
Desde los primeros años del siglo XX se involucró en los reclamos por mayores derechos para las mujeres. En 1902, junto a un grupo de compañeras, fundó el Centro Femenino Socialista y la Unión Gremial Femenina. Se dedicó a organizar conferencias en la Sociedad Luz, fundó el Ateneo Popular junto con su padre y fue secretaria de redacción en el periódico Humanidad Nueva, como así también directora de Nuestra causa. En 1914 se recibió de médica y, unos años después, se adhirió al Partido Socialista, poco antes de casarse con el político Juan B. Justo, con quien tuvo tres hijos.
Para 1918 ya había fundado la Unión Feminista Nacional y, tras el deceso de su esposo en 1928, continuó en la actividad política y la defensa de la mujer, sobre todo en cuestiones relacionadas con el derecho femenino al sufragio, los derechos laborales de los asalariados, la salud y la educación pública. En 1932 elaboró un proyecto de ley que establecía el sufragio femenino. Apoyó a la Segunda República Española en la guerra civil y fue una asidua crítica del peronismo, al que juzgaba antidemocrático. En 1958 participó en la división del Partido Socialista y la fundación del Partido Socialista Argentino, y ocupó la dirección del periódico La Vanguardia hasta 1960. Permaneció ligada a la vida política hasta su muerte en 1986, a la edad de 100 años, participando activamente en temas vinculados a la lucha contra la dictadura militar a través de la APDH, los derechos de las mujeres y cuestiones vinculadas a su partido.

## Biografía

### Infancia y adolescencia
Nació en Londres el 11 de octubre de 1885 como la menor de tres hermanos. Su padre, Armand Moreau, a quien definió como un «libre pensador», fue un revolucionario francés que participó en la Comuna de París en 1871. Tras su participación y debido a la cruenta represión subsiguiente, residió en Bélgica primero y en Gran Bretaña después.
Alicia y su madre María Denanpont emigraron en 1890 a la Argentina, Moreau luego dijo: «Cuando llegué al país, no caminaba; como digo siempre, tuve mucho gusto de aprender a caminar sobre esta tierra de la que nunca me separé». Una vez asentada la familia en Buenos Aires, el padre de Alicia, un ideólogo anarquista y socialista, estableció una librería en 1896 y se integró a los grupos socialistas que comenzaron a surgir por esa época con el fin de organizar el movimiento obrero argentino. Su hija solía acompañarlo a estas reuniones y actividades. Por su parte, Armand se dirigió con asiduidad a otorgar libros a los enfermos del Hospital Francés.
Realizó sus estudios secundarios en la Escuela Normal N.º 1, frente al edificio de Obras Sanitarias, donde conoció al radical Hipólito Yrigoyen, quien enseñaba ahí como profesor de Moral e Instrucción Cívica. Moreau luego recordaría que mantuvieron una estrecha relación y él solía prestarle libros sobre cuestiones de derecho. En 1900, Moreau cuestionó severamente la participación de Yrigoyen en los levantamientos militares impulsados por la Unión Cívica Radical. Yrigoyen, por su parte, se convirtió en el primer presidente de Argentina elegido mediante el voto secreto, universal y obligatorio en 1916.

### Juventud, feminismo y socialismo
En 1902, tomó contacto con las hermanas Chertkoff, fundadoras del Centro Socialista Femenino, que desempeñaba la divulgación de los saberes filosóficos y sociológicos de la época. Moreau las acompañó en la Asociación Pro-Educación Laica, que se organizó en Morón en 1903, y en la tarea de abrir bibliotecas populares y jardines maternales.
En 1906, cuando contaba 21 años, fundó el Movimiento Feminista. Durante la celebración del Congreso Internacional del Libre Pensamiento, que se realizó en Buenos Aires y en donde expuso un informe titulado Educación y Revolución, la republicana española Belén de Sárraga le sugirió que las argentinas deberían organizar un movimiento en favor de los derechos políticos de la mujer. Ahí, conoció a los líderes del Partido Socialista, José Ingenieros, Enrique del Valle Iberlucea y Ángel Giménez. Moreau propuso la idea de Sárraga en una de las reuniones del congreso y, junto a otras mujeres como Sara Justo, fundaron el Centro Feminista de Argentina y el Comité Pro Sufragio Femenino.
A partir del congreso, el Partido Socialista, a instancias de Giménez, comenzó a convocarla para dar conferencias a los simpatizantes en los diversos centros socialistas a través de la Sociedad Luz ubicada en el barrio de Barracas. La asociación establecía en sus estatutos la necesidad de «difundir en el pueblo las nociones y los métodos de la ciencia y educarlo en la expresión hablada, escrita y artística, así como perfeccionar la educación técnica». En 1906 se realizó en Buenos Aires el Congreso Internacional de Libre Pensamiento, organizado por la Masonería Progresista; Moreau presentó un trabajo sobre educación que se publicó en el primer número de la Revista Socialista Internacional. Como profesora normal, sostuvo en el congreso que la enseñanza debía impartirse con métodos basados en los conocimientos de la ciencia experimental.
Luego, acudió a charlas en los centros obreros, donde debatió sobre temas como la tuberculosis, el alcoholismo, la sífilis, la higiene social y la prevención sanitaria. En 1907, después de estudiar psicología durante un año, ingresó en la Facultad de Medicina de la Universidad de Buenos Aires, en una época en que la sociedad veía con rechazo que las mujeres estudiasen una carrera universitaria. Alicia Moreau perteneció a un grupo de seis mujeres que se inscribieron por primera vez para estudiar medicina en Argentina. Mientras se desempeñaba en el Hospital de Clínicas, donde comenzó a consolidarse como socialista, instaló un consultorio ginecológico en la calle Esmeralda de la Ciudad de Buenos Aires, donde atendió de forma gratuita a las mujeres de bajos recursos y prostitutas.
Además, incursionó en la denominada «huelga de los inquilinos» manifestándose en contra de los elevados alquileres que imponían los conventillos (tipo de vivienda urbana también conocido como inquilinato) y apoyó la «marcha de las escobas», una procesión de amas de casa que tenía como objetivo defender sus derechos por los barrios pobres de la ciudad.

«Siempre creí que este país merecía ser distinto. Que un día íbamos a unirnos todos y el destino cambiaría. Recuerdo los barrios obreros de esta ciudad cuando llegábamos con las banderas rojas, y la gente se iba reuniendo y se iban logrando cosas. Cuando el Partido Socialista era una parte linda de la vida. Cuando las mujeres nos juntamos por primera vez y empezamos a pelear por nosotras...»
Alicia Moreau de Justo.

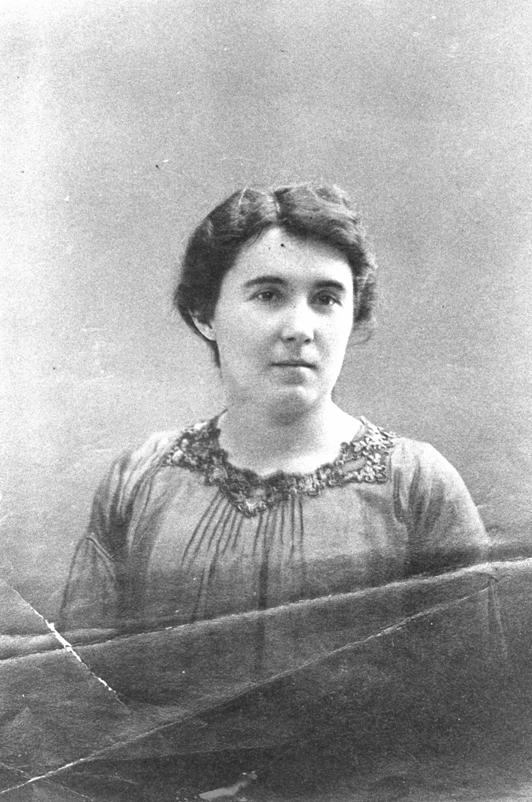
Alicia Moreau en 1910.

Entre 1906 y 1914, además de organizar el primer congreso femenino internacional e iniciar una campaña para crear escuelas para inmigrantes, escribió varios artículos sobre educación y política en la Revista Socialista Internacional dirigida por Enrique del Valle Iberlucea. Algunos de esos artículos se titularon La escuela nueva, La Comuna y la educación, Liga Internacional para la educación racional de la infancia, Internacionalismo escolar y Las universidades populares de Noruega. Por entonces, expuso su tesis sobre la «escuela nueva», en la que cuestionaba profundamente la educación pública argentina al sostener que los padres, la Iglesia y el mismo Estado ejercen como instrumentos de adoctrinamiento y no deben imponerles sus convicciones a los niños.

### El Ateneo Popular y la revistaHumanidad Nueva
Con el fin de promover la extensión de la educación secundaria y universitaria, en 1910, junto con Berta W. de Gerchunoff y su padre, Armand Moreau, fundó el Ateneo Popular, que se convirtió en uno de los centros de educación popular más activos de la ciudad. Por su parte, también se hacía cargo de la edición de la Revista Socialista Internacional con el nombre de Humanidad Nueva, en la que escribió en favor de los derechos de la mujer; entre sus numerosos artículos, se hallan Feminismo e intelectualismo, Congreso Femenino Internacional, Cómo se forma el hogar y El feminismo en la evolución social. Ese mismo año organizó el Primer Congreso Femenino Internacional y en su publicación hizo hincapié en que el pensamiento femenino tuviera igual representación que el de los varones. Fue así como difundió la filosofía de Rosa Luxemburgo, Clara Zetkin, Carolina Muzzili y María Montessori.
En 1914 obtuvo su diploma universitario de honor y presentó una tesis titulada La función endocrina del ovario, con lo que se convirtió en una de las primeras médicas latinoamericanas especializadas en enfermedades femeninas. Paralelamente, publicó el libro Evolución y educación y comenzó a dar clases como profesora de fisiología en la Universidad Nacional de La Plata.
En 1919, Humanidad Nueva dejó de publicarse tras diez años de actividad, pero a su vez apareció Nuestra causa, una revista mensual fundada por Moreau dedicada a exaltar la acción de la mujer en todos los campos, desde la cultura y el arte hasta el ámbito social y el político. Por otra parte, fue designada por las organizaciones feministas argentinas como delegada de las mujeres argentinas en el Congreso Internacional de Obreras celebrado en Washington D. C. Durante el mismo viaje participó también como delegada argentina en el Congreso Internacional de Médicas, donde se destacó particularmente por su crítica a la prostitución y su defensa sobre la moral única para ambos sexos. Como resultado de ese último congreso, se fundó la Asociación Internacional de Mujeres Médicas, de la cual fue elegida para integrar su comité ejecutivo.

#### La Primera Guerra Mundial
En 1914, al iniciarse la Primera Guerra Mundial, inició un amplio movimiento pacifista luego de que el gobierno presentara un proyecto de ley en el cual establecía la instrucción militar en las escuelas, colegios e institutos de enseñanza. A mediados del mes de agosto de 1915, la reglamentación fue sometida a la consideración del congreso. Ante esta situación, el Ateneo Popular y la Sociedad Luz decidieron impulsar una campaña contra la militarización escolar y Moreau fue designada delegada en los encuentros que se promovieron en el ámbito de esa movilización pacifista. Durante varios días, se multiplicaron las conferencias públicas que culminaron en grandes mítines y logró presentarse un petitorio al Congreso de la Nación en el que se manifestaba la absoluta oposición al proyecto. Moreau sostenía que era posible una manifestación pacifista y por eso argumentaba: «Estoy absolutamente convencida de que es posible hacer transformaciones revolucionarias pacíficamente. Pienso que las grandes revoluciones son las que se hacen a nivel intelectual. El haber descubierto que la tierra no es centro del mundo, ha significado una verdadera revolución».
«La Gran Guerra» afectó muy de cerca a los socialistas, quienes sufrieron el reclutamiento de gran parte de sus militantes y voluntarios, especialmente aquellos que eran inmigrantes o hijos de estos. Moreau asistió a diversas reuniones llevadas a cabo en el Ateneo Popular en contra de los conflictos bélicos con el fin de fomentar la paz. Sin embargo, en 1917, al iniciarse la Revolución Rusa, manifestó que «no podría haber sido llevada a cabo sin una guerra».
Como parte de su larga lucha pacifista, en 1947, después de la Segunda Guerra Mundial, fundó la filial argentina del Acuerdo Mundial por la Paz, que agrupaba «a todas las mujeres del mundo que deseaban luchar contra la guerra, con espíritu de justicia y solidaridad humanas.» Fue representante de Argentina en el Congreso Mundial Femenino que se celebró en París ese año.

### La Unión Feminista Argentina e ingreso al Partido Socialista
En 1920 fue una de las fundadoras de la Unión Feminista Nacional (UFN) con el fin de unificar las distintas organizaciones feministas que existían en ese entonces, como el Centro Femenino Socialista, la Agrupación Socialista Femenina y el Consejo Nacional de Mujeres. La acción política de la UFN resultó decisiva para apoyar la sanción de muchas leyes importantes de reconocimiento de los derechos de la mujer y de protección del trabajo femenino, como así también para la defensa de la madre soltera. Esta entidad publicó mensualmente la revista Nuestra Causa, que difundía sus ideas y comenzó a organizar movilizaciones activas de mujeres durante los actos electorales al igual que peticiones masivas dirigidas a los legisladores. Esa organización estaba dirigida, entre otras mujeres, por Moreau, quien fue elegida presidenta; Julia García Games, Ángela Costa, Elisa Bachofen, Berta de Gerchunoff, Adela García Salaberry, Consuelo G. de García, Clotilde Rossi y Josefina L. de Mantecón. La poetisa Alfonsina Storni, en cuyas obras había una prosa feminista, solía participar de los actos de la entidad. Luego, la UFN estableció una alianza con el Comité Pro Derechos de la Mujer presidido por Elvira Rawson de Dellepiane, para reclamar activamente el reconocimiento del derecho a votar de las mujeres y apoyar al Partido Feminista Nacional, que impulsaba la candidatura a diputada nacional de Julieta Lanteri. La prensa conservadora comenzó a utilizar la denominación «damas rojas» para referirse a las mujeres que reclamaban el derecho a voto. Entre 1920 y 1921, Moreau logró juntar 7000 firmas en defensa del proyecto de ley sobre emancipación civil de la mujer, pasó dos meses en Estados Unidos como delegada argentina en el Congreso Internacional de Obreras y Médicas y realizó un simulacro de voto femenino con empadronamiento para apoyar su establecimiento.

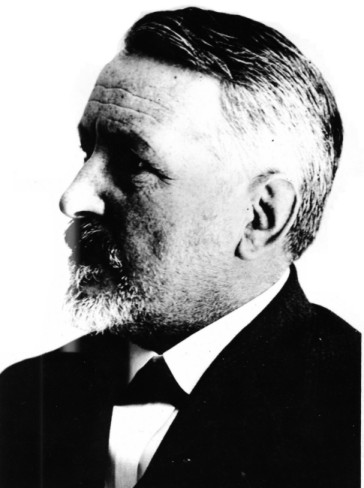
Juan B. Justo, su esposo.

 En 1921 decidió afiliarse al Partido Socialista a pesar de que se definía como una de tipo revolucionaria y no reformista. Al año siguiente contrajo matrimonio con el fundador del partido y creador de la cooperativa «El Hogar Obrero», Juan B. Justo, con el que tuvo tres hijos: Alicia Marta, Juan Roberto y Luis Justo. Justo, uno de los mayores exponentes del socialismo argentino, murió inesperadamente el 8 de enero de 1928 a causa de un síncope cardíaco.
Moreau alcanzó en esas décadas a integrar el Comité Ejecutivo del Partido Socialista, fundar el Comité Femenino de Higiene Social para combatir la trata de personas y legalizar la prostitución, y convertirse en la primera mujer argentina en ocupar un cargo político. Desde su puesto directivo en el PS organizó exitosamente las agrupaciones femeninas en cada centro socialista, con el fin de ordenar la acción política de las mujeres. Algunas agrupaciones crearon centros para los niños y para acrecentar la actividad política femenina.
En 1925, las feministas obtuvieron su primer triunfo parlamentario al lograr la sanción de la Ley 11 317 que reglamentaba el trabajo femenino e infantil y establecía que las mujeres no podían trabajar más de ocho horas diarias y 48 horas semanales. También se decretaba la prohibición del trabajo nocturno, tareas insalubres, el trabajo de niños menores de 12 años y el despido de mujeres embarazadas, y se incorporó la licencia para amamantar y la obligación de las empresas de tener guarderías. En 1926 se sancionó la Ley de Derechos Civiles de la Mujer, que instauraba que los derechos entre hombres y mujeres debían ser equiparados. Junto a su marido, fundó en 1927 la Casa del Pueblo, una de las bibliotecas con mayor cantidad de volúmenes en el país dedicada a la enseñanza obrera.

### Socialismo, pacifismo y el valor de la democracia
En 1932, elaboró un proyecto de ley de sufragio femenino presentado por el diputado socialista Mario Bravo. Obtuvo la aprobación de los diputados, en parte gracias a la movilización de mujeres y la presión de las organizaciones feministas. Sin embargo, el proyecto fue rechazado por los senadores, donde predominaban ampliamente los conservadores.
Durante la década 1930-1940 se desempeñó activamente en las campañas de solidaridad argentina en apoyo a la Segunda República Española durante la guerra civil. En 1936, cuando se realizó en Buenos Aires la Conferencia Panamericana de Cancilleres, organizó en forma paralela la Conferencia Popular por la Paz en América en el Teatro Augusteo, a la que concurrieron representantes de todo el continente. Con el surgimiento del peronismo a partir de 1943 y durante los dos primeros gobiernos de Juan Domingo Perón, Moreau ocupó una clara posición opositora al criticar los aspectos no democráticos y autoritarios del gobierno. A pesar de eso, el gobierno de Perón sancionó muchas de las leyes propuestas por los socialistas en la Cámara de Diputados y Senadores por esos años, entre las que destacan la ley de voto femenino. No obstante vale recordar que en los años 70 reconoció que estuvo en contra del voto a las mujeres argumentando que ellas “no estaban capacitadas para votar” en 1947.
En 1955 Ghioldi fue reemplazado en la dirección del diario partidario La Vanguardia por Alicia Moreau de Justo ―con quien estaba enfrentado internamente. Junto a Palacios y a otros dirigentes, Moreau de Justo funda el Partido Socialista Argentino en 1958, diferenciándose del gobierno militar de Aramburu.

#### Sanción de la ley de voto femenino y el gobierno peronista
Por medio de la Ley 13.010, sancionada por el Congreso de la Nación Argentina el 9 de septiembre de 1947, se otorgan Derechos Políticos a las mujeres argentinas y extranjeras residentes en el país. Esta Ley no solamente otorga el derecho al voto a las mujeres, sino también a ser elegida democráticamente para acceder a cargo políticos: "Artículo 1º - Las mujeres argentinas tendrán los mismos derechos políticos y estarán sujetas a las mismas obligaciones que les acuerdan o imponen las leyes a los varones argentinos". El 23 de septiembre de 1947, se celebró su sanción en un acto en la Plaza de Mayo donde Eva Duarte de Perón dio un discurso en el balcón presidencial de la Casa Rosada ante la multitud presente, Eva luchó por dicha sanción desde la llegada del justicialismo al poder en 1946. Era necesaria la sanción de dicha Ley, ya que hasta ese entonces regía desde 1912 la Ley Sáenz Peña N.º 8.871, la cual establecía el voto individual, masculino, universal y obligatorio para argentinos y naturalizados mayores de 18 años, pero excluía a: mujeres; varones extranjeros no naturalizados; argentinos nativos o naturalizados que habitaban en el país; religiosos; soldados, cabos y sargentos; detenidos por un juez competente; dementes y mendigos.
Su último intento de sanción había ocurrido en 1932, cuando el socialista Mario Bravo llevó el proyecto a la Cámara de Diputados que, debido al golpe de Estado de 1930, fue retomado dos años después gracias al también socialista Alfredo Palacios. El proyecto fue archivado luego de media sanción hasta que perdió tratamiento parlamentario. El derecho al sufragio de las mujeres fue el centro de los reclamos no solo de feministas como Moreau, sino también de personalidades como Victoria Ocampo. Moreau consideró al logro como «una maniobra política y no como una conquista social».
Un año antes, había lanzado su libro La mujer en la democracia, en el que analizó las vicisitudes recorridas por la mujer Argentina para lograr el sufragio. 
En 1949, fue sancionada una nueva Constitución nacional que establecía la igualdad plena de la mujer y el hombre, y la responsabilidad compartida frente a la patria potestad. Moreau, a pesar de su oposición al peronismo, apoyó rotundamente ese tipo de acciones, que contribuían al objetivo por el que había luchado durante cuarenta años. Cecilia Lérici, una dirigente socialista, señaló que Moreau, al enterarse de la noticia, espetó: «¡Qué bueno!, aunque venga del gobierno peronista». Nunca tuvo una actitud despectiva para con Eva Perón, aunque sí la calificó como una «mujer rebelde que nunca se había preocupado por el problema del voto femenino».
Cuando en 1951 las mujeres argentinas pudieron por primera vez votar y ser votadas para cargos nacionales, Moreau fue elegida junto a otras para integrar la lista de candidatos a diputados nacionales socialistas, pero inesperadamente fue detenida en el marco de prohibición política llevada a cabo por Perón y, tras su liberación, debió silenciarse, motivo por el cual irónicamente tampoco pudo votar. Otros dirigentes de su partido, como Palacios o Constanza, también fueron detenidos por el supuesto delito de desacato al presidente Perón. El 15 de abril de 1953, manifestantes peronistas, en respuesta a un atentado en la Plaza de Mayo, incendiaron locales opositores al gobierno, entre ellos la Casa del Pueblo fundada por el matrimonio Justo, que quedó completamente destruida ante una explícita complicidad policial.

### Integrante de la Junta Consultiva, directora deLa Vanguardiay división socialista

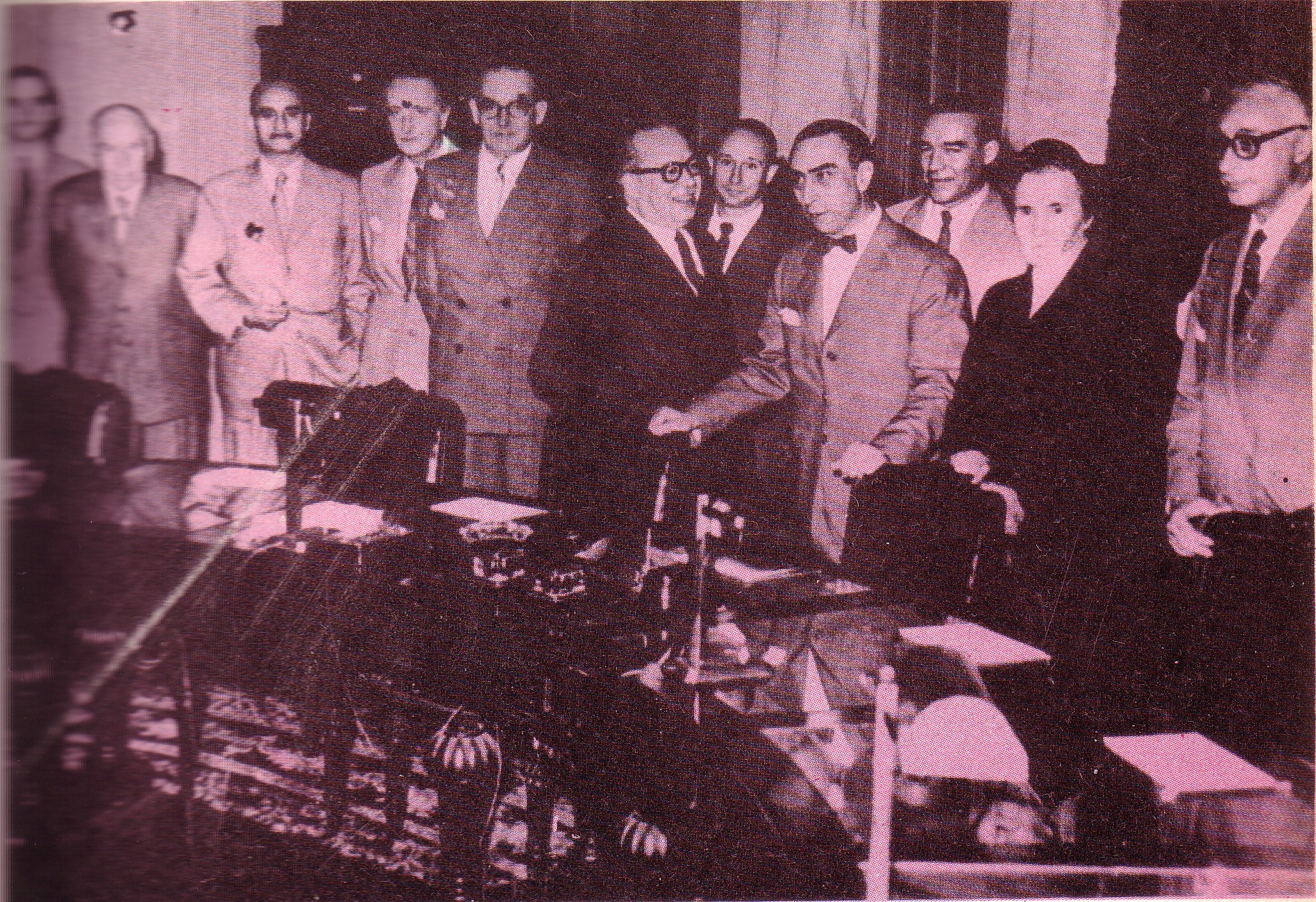
Oscar Alende, Alicia Moreau de Justo, Miguel Ángel Zavala Ortiz, Isaac Francisco Rojas, entre otros, en la primera reunión de la Junta Consultiva de la Revolución Libertadora, 1955.

Después del golpe militar encabezado por Pedro Eugenio Aramburu que derrocó a Perón, el Partido Socialista se dividió internamente en dos grupos, uno encabezado por Américo Ghioldi que apoyaba al gobierno militar y exigía una drástica represión al peronismo y otro, encabezado por Alfredo Palacios y Alicia Moreau de Justo que pretendía entablar buenas relaciones con un peronismo democratizado. Por entonces ella sostenía que los peronistas y antiperonistas debían unirse para transformar una sociedad basada en la desigualdad económica. Junto con Nicolás Repetto, Américo Ghioldi y Ramón A. Muñiz, Alicia Moreau fue una de los cuatro representantes del Partido Socialista en la Junta Consultiva Nacional durante el gobierno de facto, cuyo objetivo fue sentar las bases electorales y constitucionales que rigieron el país, entre ellas la proscripción del peronismo. La renuncia de Américo Ghioldi a la dirección del partido en 1956 luego del repudio de los manifestantes por su acrítica adhesión a la Revolución Libertadora llevó a Moreau a ocupar su puesto y dirigir a partir de entonces La Vanguardia, el importante periódico socialista que tenía por entonces una tirada de 90 000 ejemplares. Moreau le imprimió al periódico partidario un contenido crítico del gobierno militar, que fue duramente cuestionado como populista por el otro sector del partido, que además la acusó de manejos delictivos.
En 1958, las diferencias entre ambos grupos era de tal magnitud que produjo la ruptura del Partido Socialista en el 44.º Congreso, del que surgieron dos ramas: el Partido Socialista Argentino y el Partido Socialista Democrático (conformado por Ghioldi y Repetto). Moreau junto a Alfredo Palacios, José Luis Romero y Carlos Sánchez Viamonte integró el PSA. Continuó como directora de La Vanguardia hasta 1960, en donde fomentó la necesidad urgente de una reforma agraria (causa fundamental del atraso y la miseria) y apoyó la Revolución Cubana. Debido a la oposición interna dentro del PSA, decidió renunciar a la dirección del periódico.

«...la situación ha cambiado. A mi edad, las cosas se miran de otra manera: sin posiciones sectarias. ¿Qué mejor unidad que la de los viejos camaradas? Pero el destino no está cerrado. Tenemos que acompañarlo al ritmo de los más jóvenes. Nada es imposible».
Alicia Moreau de Justo.

Tras el fallecimiento de Alfredo Palacios en 1965, Moreau asumió la secretaría general del Partido Socialista Argentino. En 1972, cuando el PSA se fusionó con otros grupos socialistas para conformar el Partido Socialista Popular, Moreau se alejó del mismo luego de visualizar una cierta cercanía con el peronismo para formar junto a dirigentes como Héctor Polino, Alfredo Bravo y Elena Tchalidy la Confederación Socialista Argentina. En 1974, brindó su apoyo al «Grupo de los ocho», una asociación que representaba una alianza de distintos partidos políticos opositores que reclamaban la vigencia de las instituciones democráticas ante los desvíos que se evidenciaban bajo el gobierno de María Estela Martínez de Perón y su ministro de Bienestar Social José López Rega. Según Moreau, tanto Martínez de Perón como Evita, «"llegaron" porque fueron elegidas por el "mandamás" [Perón], que es muy distinto a alcanzar el poder por emancipación femenina».

### Militante por los derechos humanos
En 1975, a los 90 años, fue una de las fundadoras de la Asamblea Permanente por los Derechos Humanos (APDH), convocada por Rosa Pantaleón, junto con el obispo de Neuquén Jaime de Nevares, el rabino Marshall Meyer, el obispo Carlos Gatinoni, Raúl Alfonsín, Oscar Alende, Susana Pérez Gallart, Adolfo Pérez Esquivel y Alfredo Bravo. La APDH desempeñó un importante papel de resistencia al terrorismo de Estado durante la dictadura militar que gobernó entre 1976 y 1983. En esos años acompañaba a las Madres de Plaza de Mayo, a quienes consideraba ejemplo de mujeres «valientes», en sus famosas rondas frente a la Casa de Gobierno y presentaba peticiones de libertad a la junta militar y a los jueces. En gesto de agradecimiento, en el día de su 99.º cumpleaños, le obsequiaron un pañuelo blanco, símbolo de las Madres y Abuelas de Plaza de Mayo.

«La democracia es, así ha sido definida hace bastante tiempo, el gobierno del pueblo, por el pueblo, para el pueblo, es decir, que el pueblo no sea un instrumento para dar a otros las leyes que necesitan para hacer lo que quieran con el país».
Alicia Moreau de Justo.

En 1979, cuando la actividad política estaba prohibida y muchos políticos debieron exiliarse, participó junto a otros dirigentes de la Confederación Socialista Argentina y del Partido Socialista Popular en un acto en el tradicional salón de la mutual socialista Unione e Benevolenza de la ciudad. En 1980, fue una de las encargadas de recibir a la Comisión Interamericana de Derechos Humanos de la OEA, una de las acciones internacionales que más dañaron al Proceso de Reorganización Nacional. En el mismo año, como integrante de la Comisión Permanente en Defensa de la Educación (COPEDE), Moreau, en compañía de Adolfo Pérez Esquivel, Ernesto Sabato y Elías Castelnuovo, publicó Por una universidad gratuita y firmó el reclamo inicial por el secuestro y encarcelamiento de Alfredo Bravo.
Otro aspecto relevante fue su relación con la Iglesia católica. A principios del siglo XX, su vínculo con algunos sectores de la Iglesia era regular. Moreau y Enrique Iberlucea consideraban al clero como el principal responsable de la ignorancia popular y criticaron el apoyo del Episcopado a Perón en 1945. Una carta pastoral firmada por el cardenal Santiago Luis Copello y otros obispos del país señalaba que ningún católico podría votar a candidatos que adhirieran a principios tales como la separación entre Iglesia y Estado, el laicismo escolar, el divorcio legal (sancionado en 1986), entre otras causas. El cardenal de Paraná, Zenobio L. Guilland, expresó en 1946: «Los católicos no pueden votar por los partidos socialistas comunistas, condenados por la Iglesia». Sin embargo, a partir de 1978, Moreau vio con simpatía las gestiones del cardenal Antonio Samoré, que pusieron límites a los enfrentamientos con Chile por cuestiones territoriales en el canal de Beagle. En una ocasión le preguntaron a Moreau cuál Dios es el verdadero, a lo que respondió: «Pregúntaselo al Papa, porque yo no creo en Dios». Al morir estaba segura de que «iré a la tierra: no creo en el cielo, ni en el infierno».

### Centenario

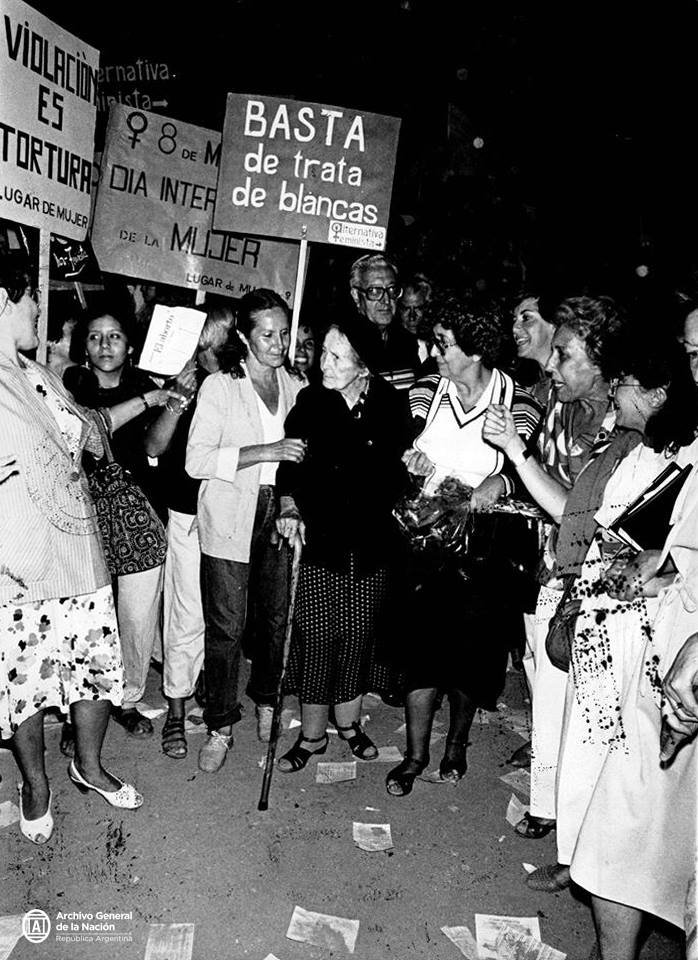
Alicia Moreau de Justo en una marcha contra la violencia de género, 1986.

En 1981, impulsó la reunificación del Partido Socialista mediante la creación de la Unidad Socialista en alianza con el Partido Socialista Popular y el Partido Socialista del Chaco, del cual resultó elegida presidenta. En 1982, fue una de las pocas dirigentes políticas que se opuso fervientemente a la guerra de las Malvinas, consecuente con sus principios antimilitaristas.
Por su labor social, en 1984 fue elegida «La Mujer del Año» por la Cámara de Diputados de la Nación Argentina, mientras que la Universidad de Buenos Aires la distinguió con el título de «Médica del Siglo». En 1985, fue declarada presidenta honoraria de las Primeras Jornadas de Mujeres Socialistas y designada Ciudadana ilustre de la Ciudad de Buenos Aires por la Legislatura porteña.

«Bueno, todo el mundo desea ser más capaz de lo que es, encontrar circunstancias que le permitan desarrollar esa capacidad, pero las circunstancias dependen de los de afuera, no de uno; y entonces se puede o no se puede, y yo he hecho lo que he podido».
Alicia Moreau de Justo, 1985.

En 1985, se conmemoró su centenario y se le rindió un homenaje en Unione e Benevolenza, en el que participó todo el arco político y social de la Argentina, y durante el cual dio su último discurso público, especialmente dirigido a los jóvenes y a las mujeres. La reconocida publicación argentina Humor, caracterizada por la sátira, le dedicó su portada a Moreau y tituló: «Dentro de cuatro años vence la garantía» en alusión a su longevidad y la garantía Magiclick de 104 años.
En diciembre de 1985, tras el declive de su salud, sus hijos la trasladaron al Asile des Vieillards de la Sociedad Filantrópica Francesa del Río de la Plata, donde sufrió el asedio de la prensa pública. En mayo de 1986, sufrió una hemiplejia y fue ingresada en el Sanatorio Antártida. Su estado de salud se agravó en el transcurso de los días y falleció a los 100 años, mientras dormía, el 12 de mayo de 1986 a las 14.50 UTC-3. Sus restos fueron velados en el Salón de los Pasos Perdidos del Congreso de la Nación, al cual asistió el entonces presidente Raúl Alfonsín, y cremados en el cementerio de la Chacarita, lugar donde también descansan sus cenizas.

## Legado

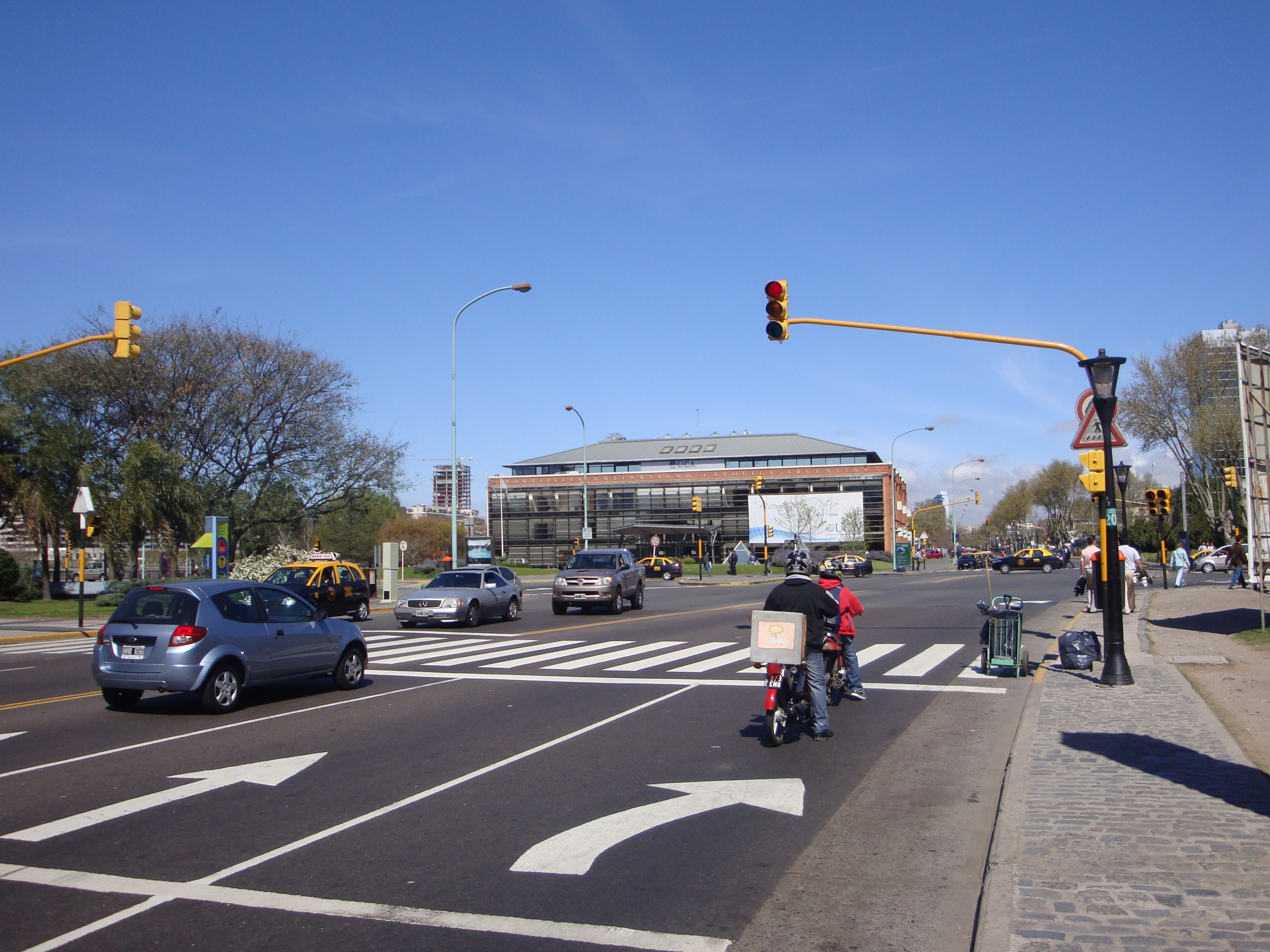
Avenida Alicia Moreau de Justo, en Buenos Aires.

La ciudad de Buenos Aires la homenajeó dando su nombre a una de las avenidas más importantes de Puerto Madero y otorgándole el título de Ciudadana ilustre de la Ciudad de Buenos Aires en 1985. El 11 de octubre de 1986 su amiga Elena Tchalidy crea en su homenaje la Fundación Alicia Moreau de Justo, institución pionera en asistir a mujeres en situación de violencia familiar y de género. A partir de 1987, la Fundación Alicia Moreau de Justo estableció el premio Alicia Moreau de Justo para la Mujer del Año, que se ha transformado en uno de los más prestigiosos del país. En 1988, la Fundación Konex honró su memoria con el premio Konex de Honor por su gran aporte a la sociedad argentina; el mismo fue recibido por sus hijos. En la actualidad, múltiples organizaciones, entidades, escuelas y hospitales llevan su nombre.
Un retrato de Moreau preside el Salón Mujeres Argentinas en la Casa Rosada junto a otras figuras femeninas de la historia argentina, como Juana Azurduy, Eva Perón, Lola Mora, Cecilia Grierson y Mariquita Sánchez de Thompson. El salón fue inaugurado por la presidenta Cristina Fernández de Kirchner en 2009 como parte de las refacciones llevadas a cabo en la Casa de Gobierno.
En el 127.º aniversario de su nacimiento, en 2012, Google la recordó con un doodle en su honor. En la actualidad, la Fundación Alicia Moreau de Justo se dedica a preservar su obra y promover su continuidad hacia la comunidad.
Moreau es considerada como una «luchadora incansable» por los derechos de las mujeres y una de las primeras en insistir por los mismos, junto con Julieta Lanteri, Elvira Rawson, Cecilia Grierson y Victoria Ocampo. Moreau se destacaba por ser irónica y antipática, y en muchas ocasiones se manifestaba de manera sagaz para con el periodismo. En un reportaje de mayo de 1974, el entrevistador le preguntó «¿Qué le gustaría que le escribieran algún día como epitafio?», a lo que Moreau respondió: «Aquí yace una gran luchadora contra molinos de viento».

## Publicaciones
- Evolución y educación, 1915.
- La emancipación civil de la mujer, en Humanidad Nueva, 1919.
- El socialismo y la mujer, de La Vanguardia, 1933.
- El Socialismo según la definición de Juan B. Justo, 1946.
- La mujer y la democracia, 1947.
- ¿Qué es el Socialismo?, 1983.